# 데라다 요스케
데라다 요스케(일본어: 寺田 洋介, 1987년 7월 8일 ~ )는 일본의 전 축구 선수이다.

## 구단 경력
과거 YSCC 요코하마, AC 나가노 파르세이루, FC 류큐, SC 사가미하라에서 활동하였다.